# Magistralni put 39
Die Magistralni put 39 ist eine Bundesstraße in Serbien. Sie beginnt in Pirot und führt in westlicher Richtung über Leskovac nach Velika Braina an der serbisch-kosovarischen Grenze.  Auf serbischer Seite führt die Bundesstraße weiter über Pristina, Klina und Peja nach Kuqishta an der albanischen Grenze, da Serbien den Kosovo als eigenes Staatsgebiet betrachtet. Auf kosovarischer Seite ist sie Teil der Nationalstraße M9.